# Bunaeopsis dido
Bunaeopsis dido is een vlinder uit de familie nachtpauwogen (Saturniidae). De wetenschappelijke naam van deze soort is voor het eerst geldig gepubliceerd in 1881 door Maassen & Weymer.
De soort komt voor in tropisch Afrika.